# 劉毅 (バドミントン選手)
劉 毅（りゅう き、リュウ・イ、英語: Liu Yi、2003年7月7日 - ）は、中華人民共和国の男子バドミントン選手。

## 経歴
4歳年上の陳柏陽とペアを組む。同年、ベトナム・インターナショナルとマレーシア・インターナショナルで優勝。
2023年、瑞昌マスターズで優勝。4月のオルレアン・マスターズでは、決勝で第3シードのムハマド・ショヒブル・フィクリ / バガス・マウラナを破って優勝。予選からの出場で優勝し、BWFワールドツアータイトル初獲得となった。
2025年のマレーシア・オープンで準優勝。